# East Valley
East Valley é uma região censitária, situada no Condado de Douglas, estado de Nevada, nos Estados Unidos.
Segundo o censo efetuado em 2010, a região tinha 1474 habitantes.

## Geografia
East Valley fica localizada a  leste de Gardnerville, no lado leste de Carson Valley no Nevada ocidental. De acordo com o  United States Census Bureau, a região censitária de East Valley possui uma superfície de 24,7 km2 (dos quais 24,4 km2 são de terra e 0,3 km2 de água).